# Брод (Рогачёвский район)
Брод (бел. Брод) — посёлок в Гадиловичском сельсовете Рогачёвского района Гомельской области Беларуси.

## География

### Расположение
В 14 км на юго-восток от районного центра и железнодорожной станции Рогачёв (на линии Могилёв — Жлобин), 115 км от Гомеля.

### Гидрография
На юге и востоке мелиоративные каналы.

## Транспортная сеть
Транспортные связи по просёлочной, затем автомобильной дороге Рогачёв — Довск. Планировка состоит из короткой прямолинейной улицы, близкой к меридиональной ориентации, к которой с востока присоединяется короткая изогнутая улица. Застройка преимущественно односторонняя, деревянная, усадебного типа.

## История
Основан в начале XX века переселенцами из соседних деревень. В 1931 году жители вступили в колхоз. Во время Великой Отечественной войны каратели в декабре 1943 года сожгли посёлок и убили жителя. 20 жителей погибли на фронте. Согласно переписи 1959 года в составе колхоза «Советская Беларусь» (центр — деревня Гадиловичи).

## Население

### Численность
- 2004 год — 15 хозяйств, 23 жителя.

### Динамика
- 1940 год — 30 дворов, 212 жителей.
- 1959 год — 149 жителей (согласно переписи).
- 2004 год — 15 хозяйств, 23 жителя.